# Röda Korsets sjukhus

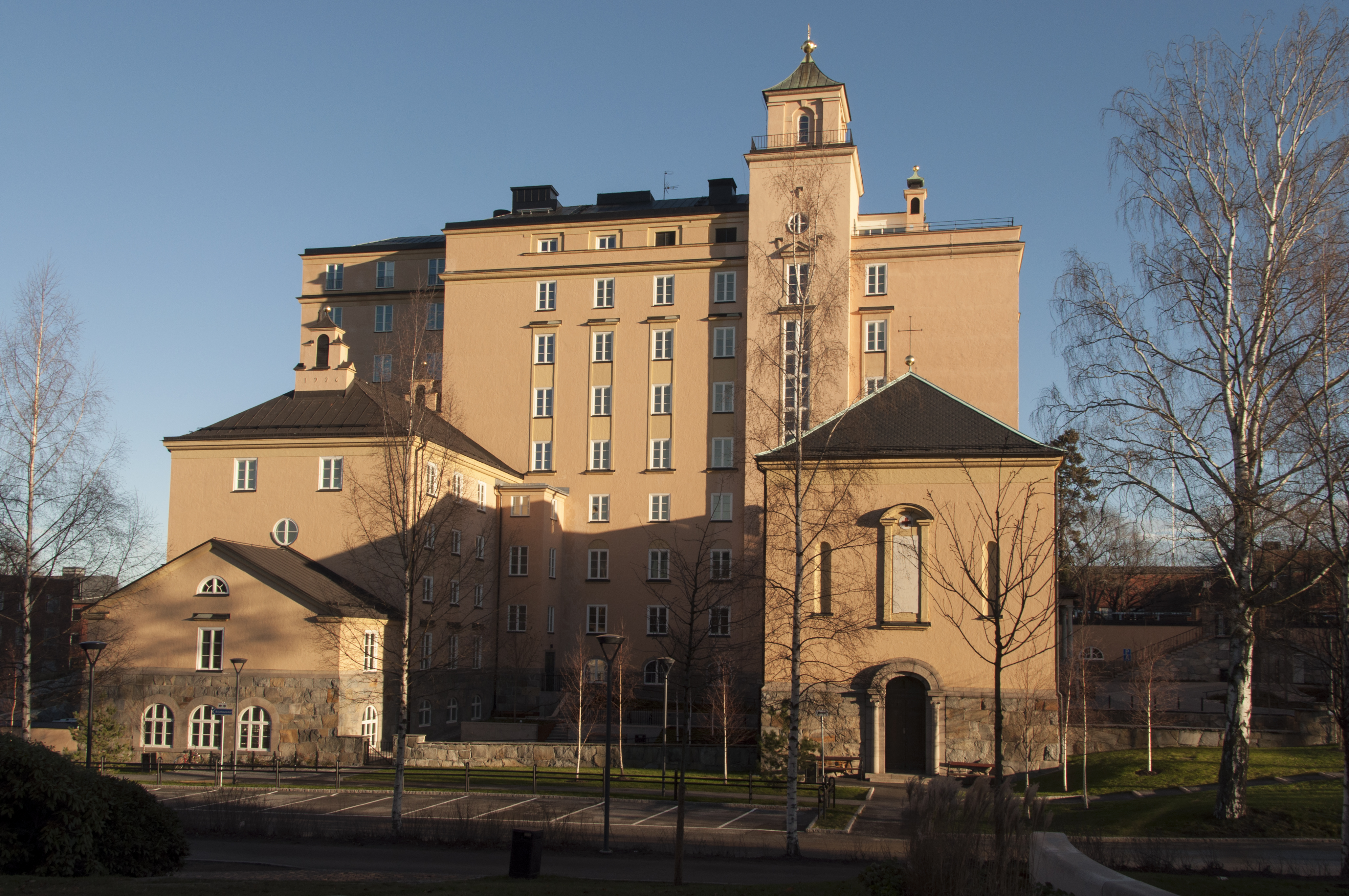
KTH-huset, tidigare Röda Korsets sjukhus

Röda Korsets sjukhus eller Röda Korsets sjukhem var ett privatägt och ideellt drivet sjukhus med sjuksköterskeskola i Stockholm. Sjukhemmet invigdes 1927 på Norra Djurgården. Efter att byggnaden övertagits av Kungliga tekniska högskolan på 2010-talet flyttade verksamheten till Bergshamra innan det lades ned 2014.

## Historik
Sjukhusbyggnaden på Norra Djurgården  stod färdig 1927 till en kostnad av cirka 2 miljoner kronor. Tomten uppläts av staten. Arkitekt var Carl Westman. Sjukhuset har åtta våningar och byggdes efter amerikansk förebild.
Sjukhuset invigdes den 5 september 1927 av dess initiativtagare Prins Carl. Han var under närmare 40 år ordförande i Svenska Röda Korset. Huvudman för sjukhuset Stiftelsen Rödakorshemmet, som även bedriver utbildning av sjuksköterskor på Röda Korsets högskola. Sjukhusets huvudinriktning var rehabilitering, äldreomsorg, äldresjukvård och utbildning.
Byggnaden såldes år 2010 av Stiftelsen Rödakorshemmet till det statliga fastighetsbolaget Akademiska Hus. Den nya ägaren byggde om huset, som fick namnet KTH-huset och numera inrymmer Tekniska högskolans ledning och förvaltning. 

## Bilder

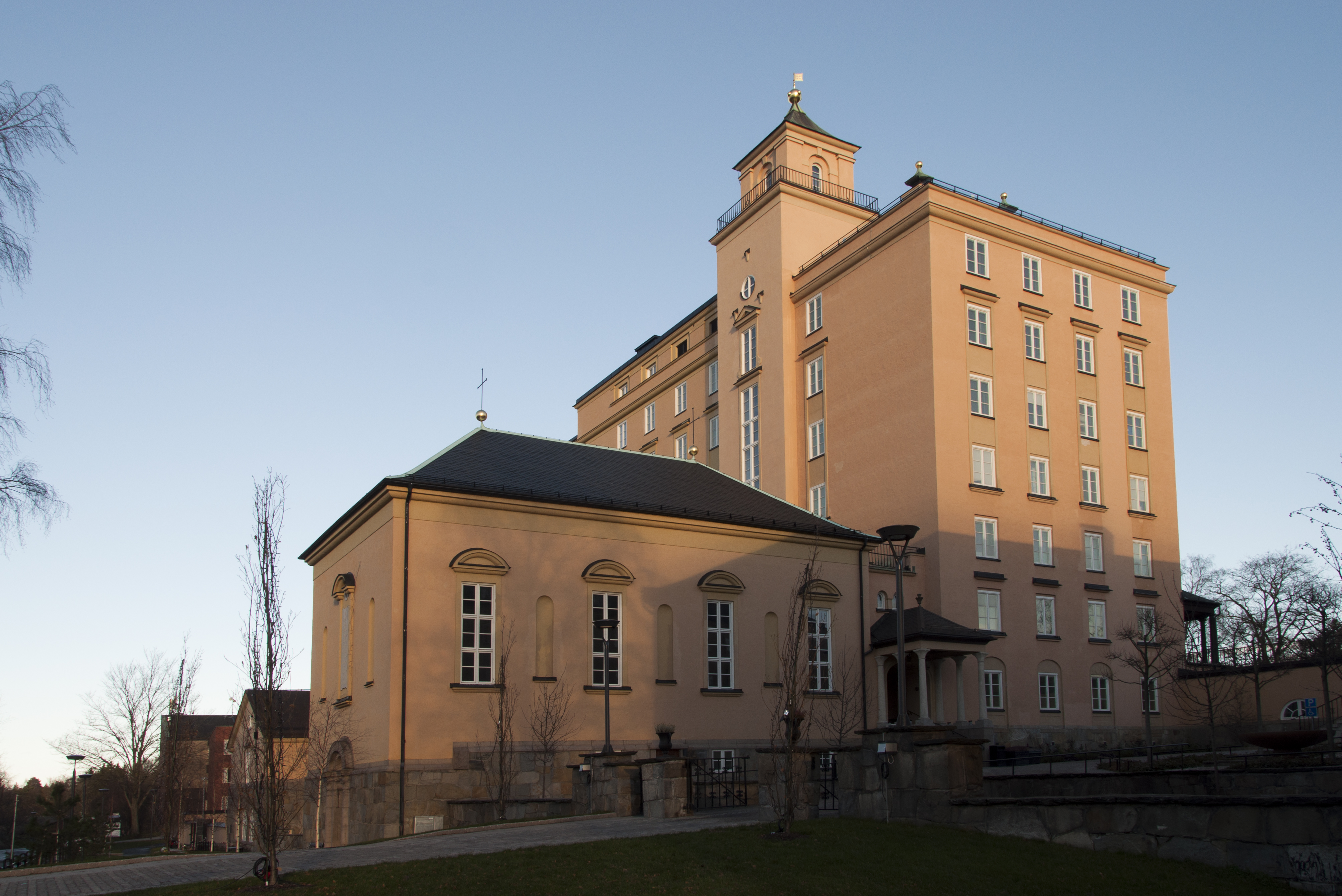
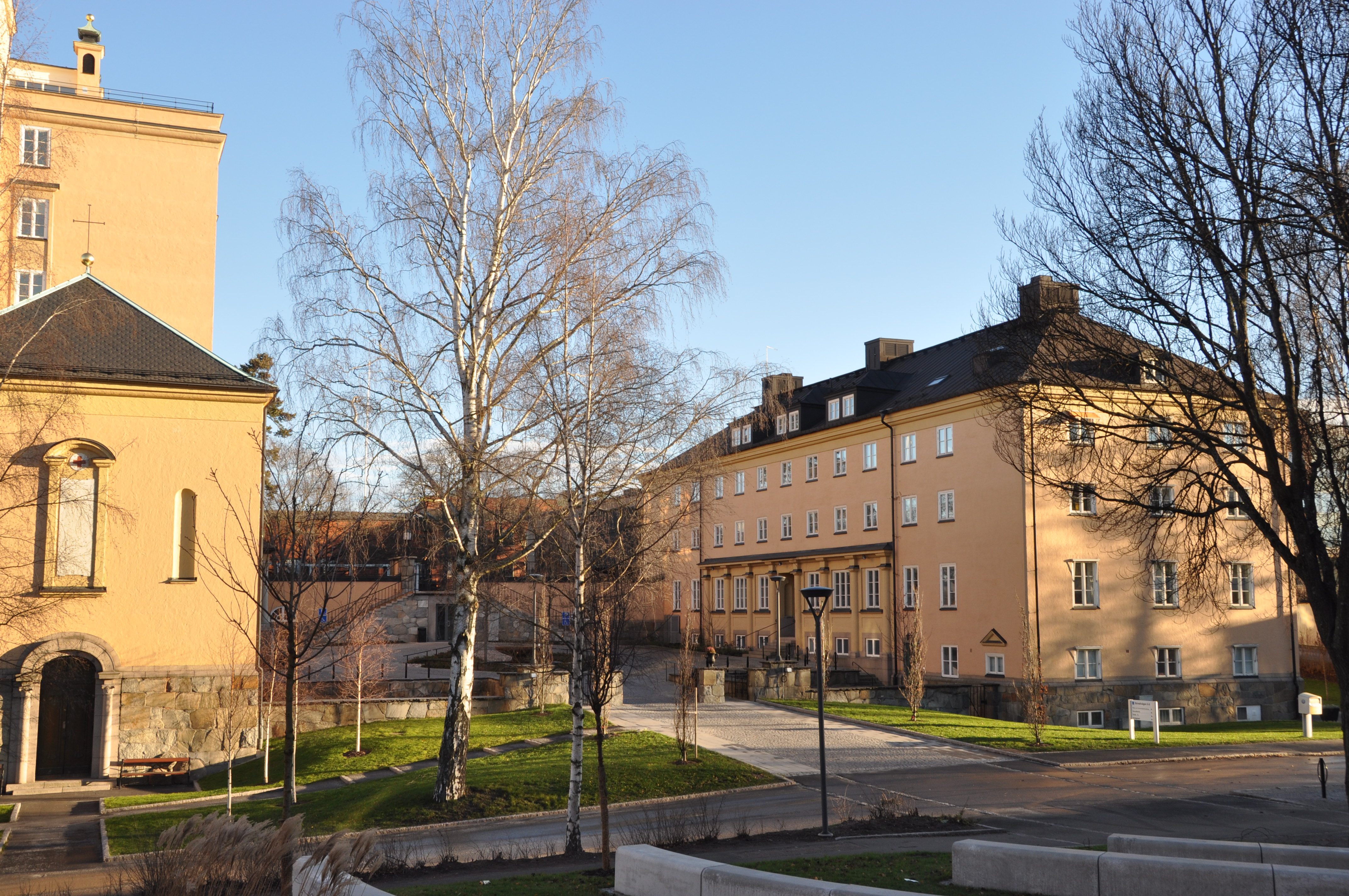
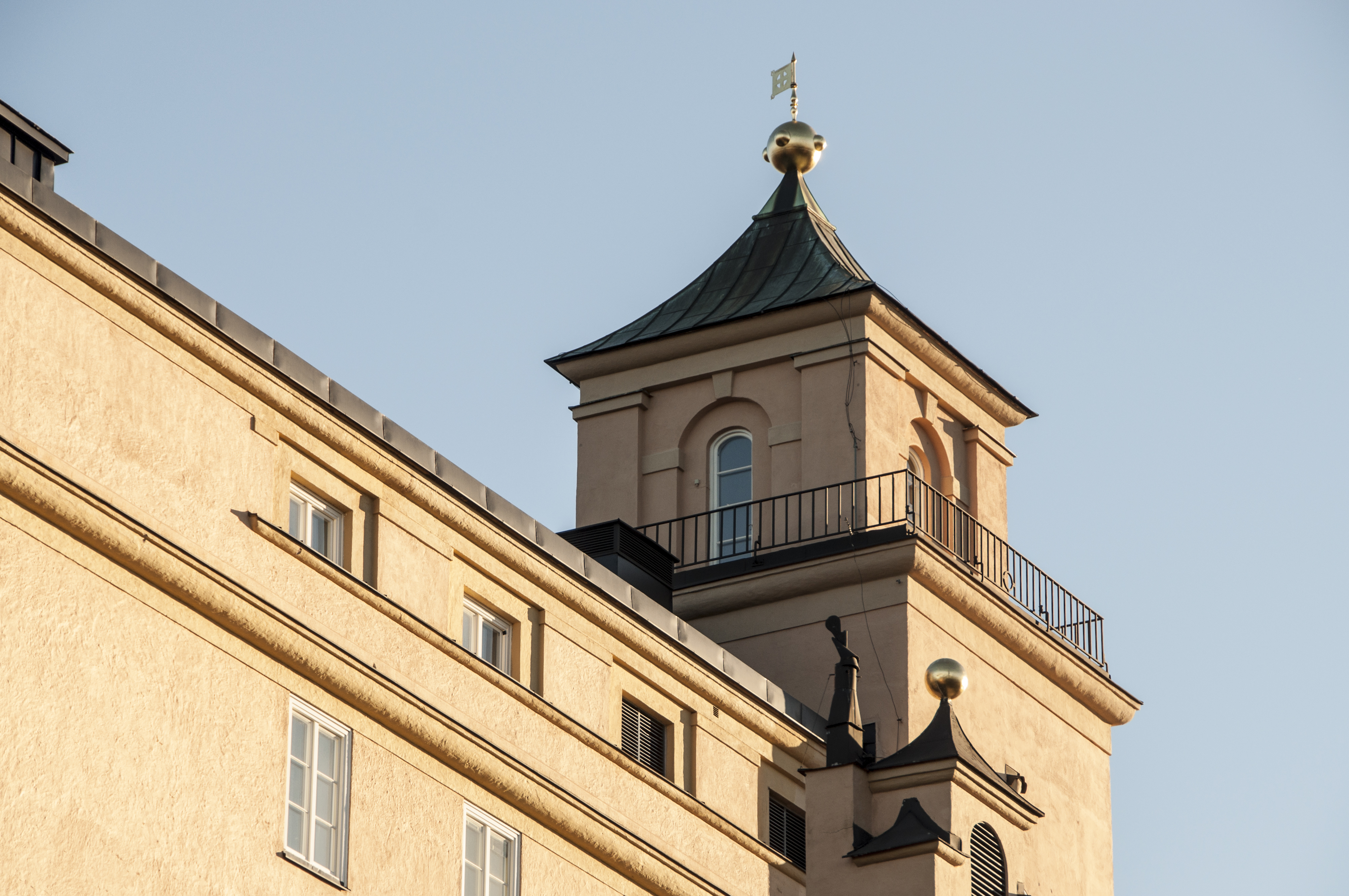
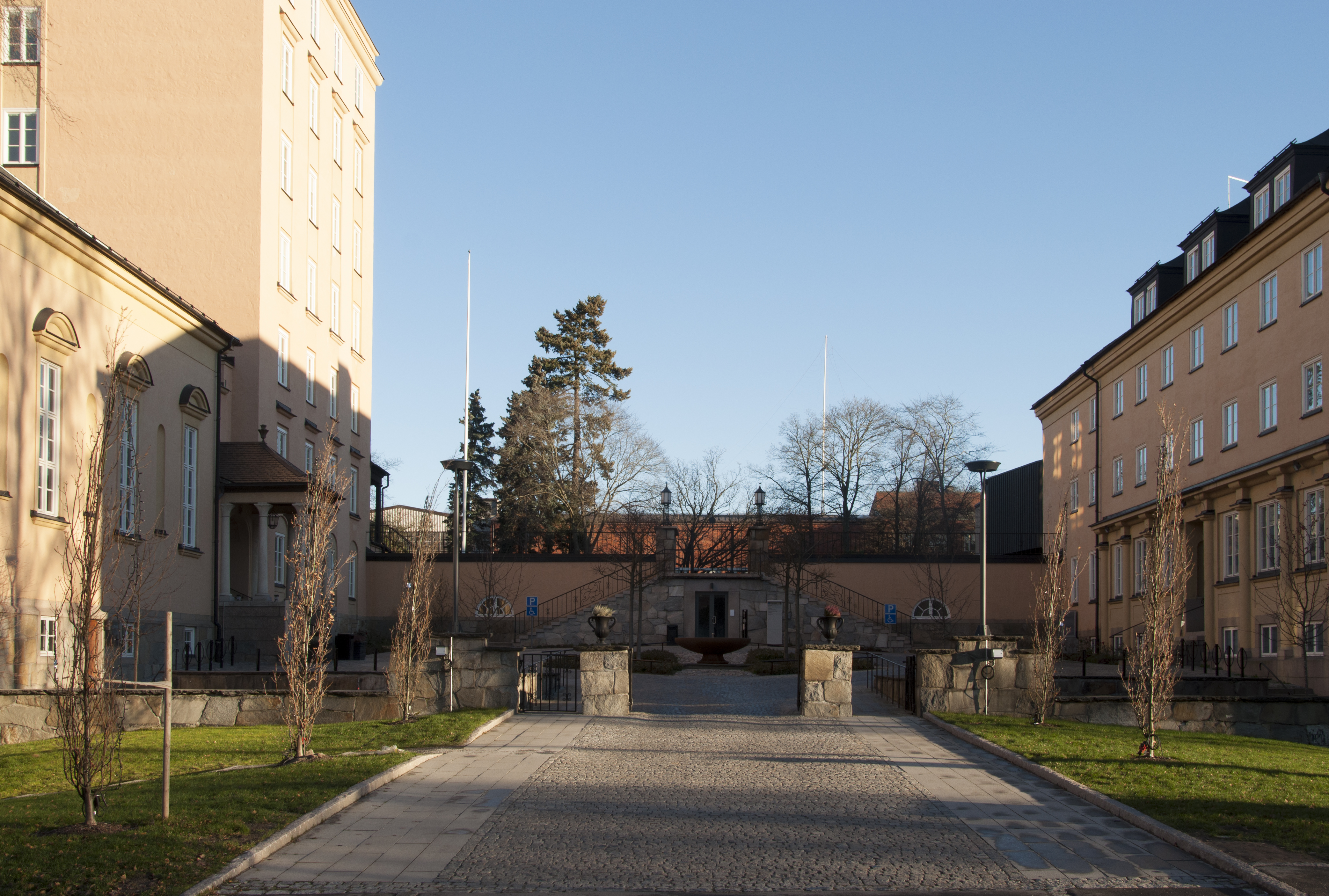
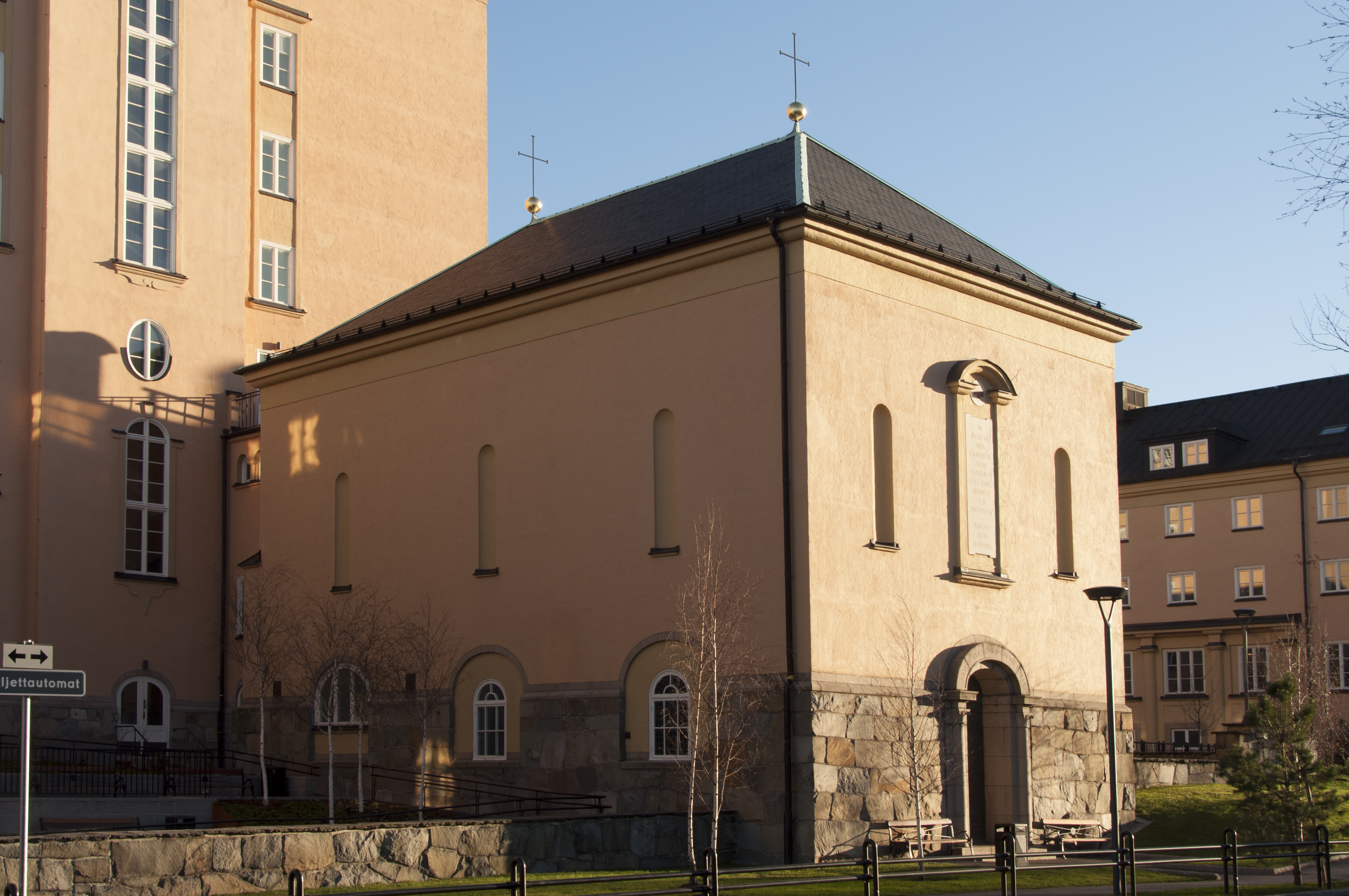